# Microgaster superba
Microgaster superba är en stekelart som beskrevs av De Saeger 1944. Microgaster superba ingår i släktet Microgaster och familjen bracksteklar. Inga underarter finns listade i Catalogue of Life.